# Laxmannia brachyphylla
Laxmannia brachyphylla är en sparrisväxtart som beskrevs av Ferdinand von Mueller. Laxmannia brachyphylla ingår i släktet Laxmannia och familjen sparrisväxter. Inga underarter finns listade i Catalogue of Life.